# الميزانية العسكرية (مصر)

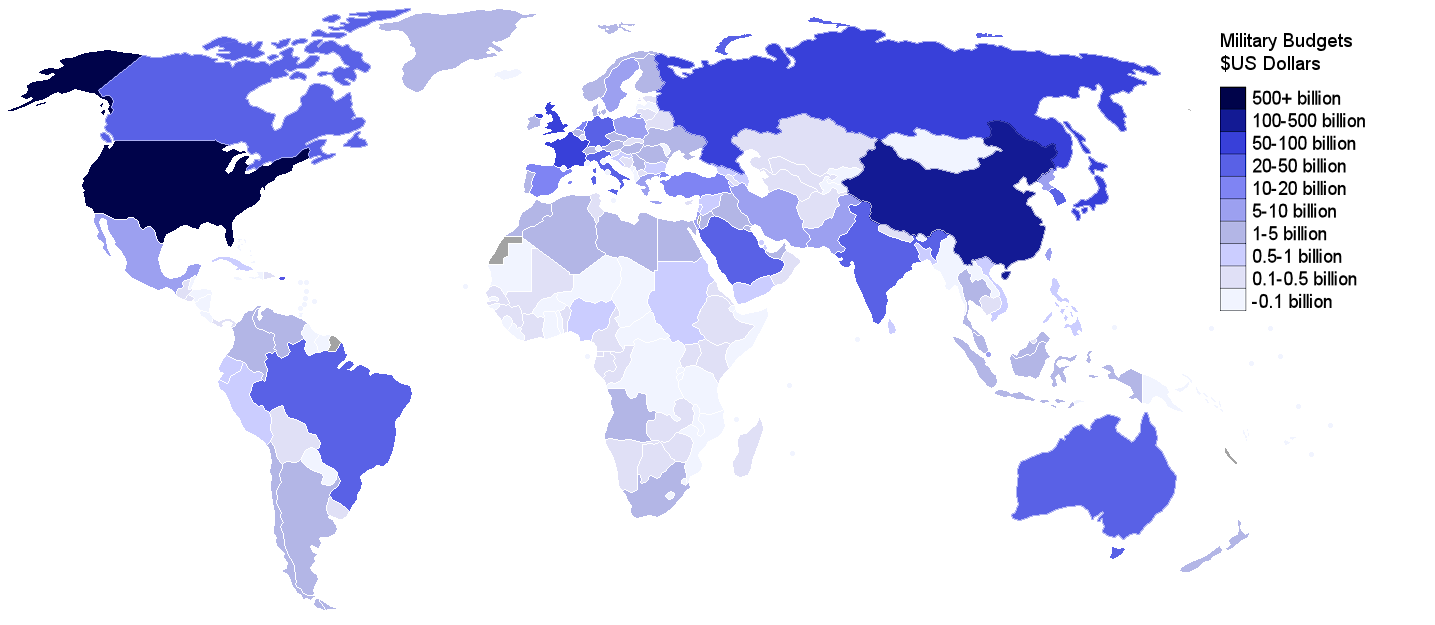
الدول حسب الإنفاق العسكري

الجيش المصري طبقا لتصنيف «جلوبال فاير باور» هو التاسع على مستوى العالم طبقا لاخر تصنيف لعام 2020، وميزانية تسليحه 4 مليارات و300 مليون دولار، لكن لا تساوي شيئا امام ميزانيات تسليح جيوش القوى الرئيسية في الشرق الاوسط، بل تعتبر مصر الافقر بينهم، فميزانية تسليح الجيش التركي 18 مليار دولار والجيش الإسرائيلي 15 مليار دولار والجيش الإيراني 14 مليار دولار، وتمتلك السعودية أكبر ميزانية تسليح في الشرق الأوسط وهي 56 مليار دولار، وتسعى كل جيوش العالم إلى زيادة ميزانية تسليحها، والآن إسرائيل تطالب بزيادة ميزانية تسليحها إلى 20 مليار دولار، ومعظم جيوش أوروبا قامت بزيادة ميزانيتها.
كجزء ما من موازنة الجيش المصري مرتبط بأنشطة عسكرية كشراء أسلحة أو إنتاجها، وفي الأمر المعلومات عن هذا الجزء منكشفة ومنشورة للعالم بأجمعه من عدو وصديق لأن يوجد حليف استراتيجي رئيسي فيه ملتزم بالشفافية أمام مواطنيه ينشر كل شيء عن نفسه وعمن يتلقون معونة عسكرية منه في شكل أسلحة أو إنتاج حربي مشترك معهم، وهذا الحليف الاستراتيجي هو الولايات المتحدة الأمريكية التي تمنح القوات المسلحة المصرية 1.3 مليار دولار من دعماً سنوياً وفي عام 2014 رفعت الولايات المتحدة الأمريكية الميزانية لتصل إلى 1.43 مليار من دعماً سنوياً من خلال برنامجها لـ“التمويل العسكري الخارجي”، ثم تنشر من خلال مواقعها الحكومية كـ “مكتب الحكومة الأمريكية للمحاسبية” أو وزارتي الدفاع والخارجية أو الكونغرس الأمريكي وبتفاصيل ما رخصته أو مساعدة على إنتاجه في مصانع الجيش المصري من دبابات وخلافه.
و الجزء الذي تحتفظ القوات المسلحة سرياً فهو في ما يتعلق بمدخولها الهائل المجهول من أنشطة غير حربية، من مثل المنتجات المدنية من ادوات منزلية وادوات بنائية وغيرها من القطاعات المدنية،
قال الرئيس عبد الفتاح السيسي في حوار مع وكالة رويترز للأنباء:
| الميزانية العسكرية (مصر) | الجيش لا يسيطر على أكثر من 2% من اقتصاد البلاد لتغطية متطلباته». مضيفا في الحوار الذي بثته الوكالة،: «بالمناسبة يعني فيه كلام على إن الجيش يمتلك 40% و20% من اقتصاد مصر، وده مش حقيقي ولا يزيد على 2% من الاقتصاد، وهذا الاقتصاد اللي بنتكلم عليه هو عبارة عن المواد التي يوفرها الجيش لمتطلباته من أغذية وملبوسات، ولو فيه حاجة بقت زيادة بيتم توفيرها للمجتمع المدني. لكن أبدا مش أكتر من كده | الميزانية العسكرية (مصر) |